# محمدرضا شاددل
محمدرضا شاددل  راهنمای مسابقات فوتبال پنج‌نفره اهل ایران است.

## افتخارات
او به عنوان راهنمای تیم ملی ایران برای شرکت در بازی‌های پارالمپیک تابستانی ۲۰۱۶ به ریودوژانیرو برزیل اعزام شد.تیم ملی فوتبال پنج‌نفره ایران در این مسابقات، با دو تساوی برابر ترکیه و برزیل و پیروزی بر مراکش به مرحله نیمه‌نهایی راه پیدا کرد.  در این مرحله نیز با پیروزی بر آرژانتین به دیدار پایانی رسید.  داما در فینال با پذیرش شکست برابر برزیل به نایب‌قهرمانی پارالمپیک و نشان نقره مسابقات دست یافت.